# Mörk gråstenslav
Mörk gråstenslav (Aspicilia caesiocinerea) är en lavart som först beskrevs av Nyl. ex Malbr., och fick sitt nu gällande namn av Johann Franz Xaver Arnold. Mörk gråstenslav ingår i släktet Aspicilia och familjen Megasporaceae.  Arten är reproducerande i Sverige. Inga underarter finns listade i Catalogue of Life.

## Bildgalleri

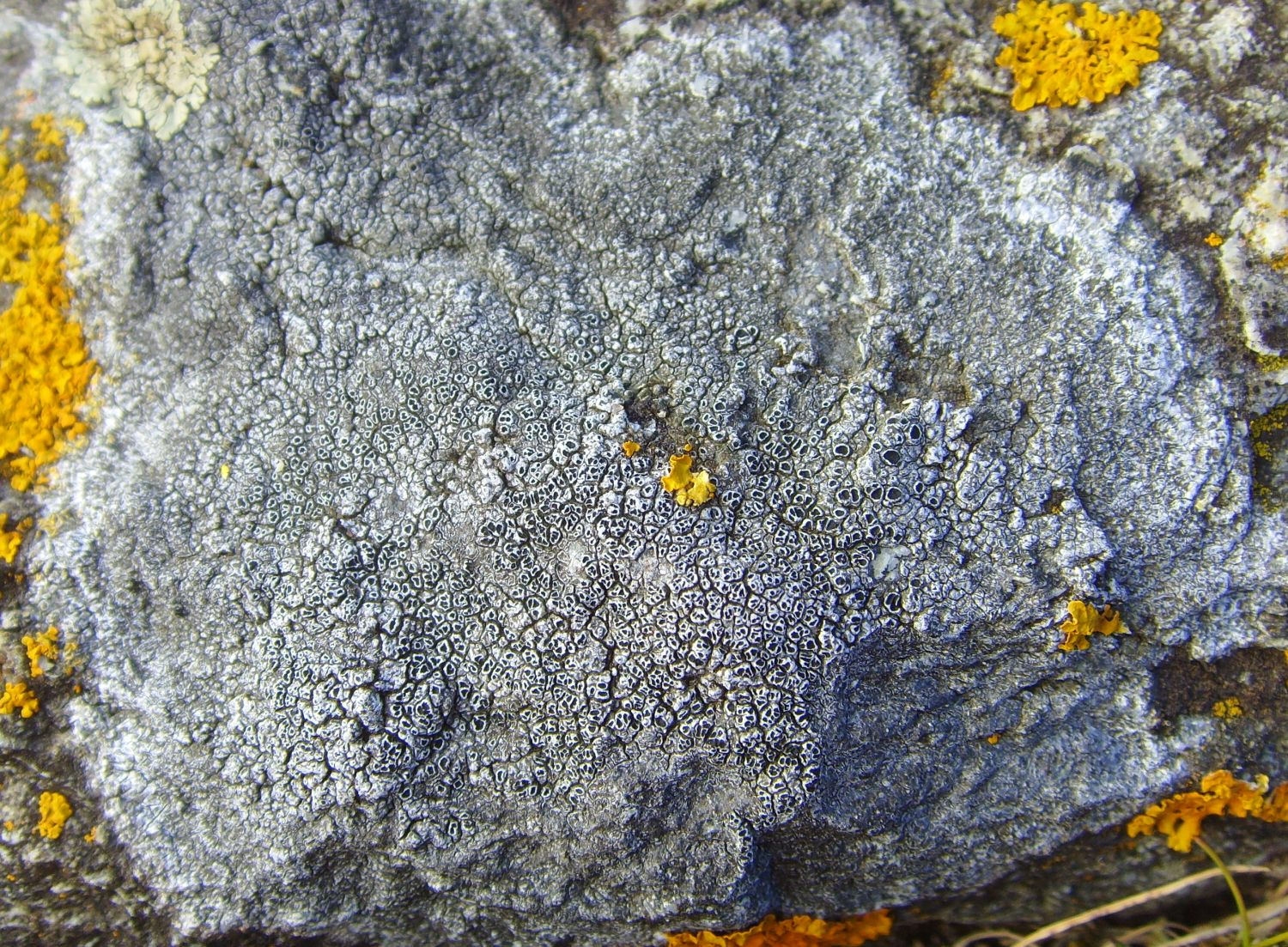
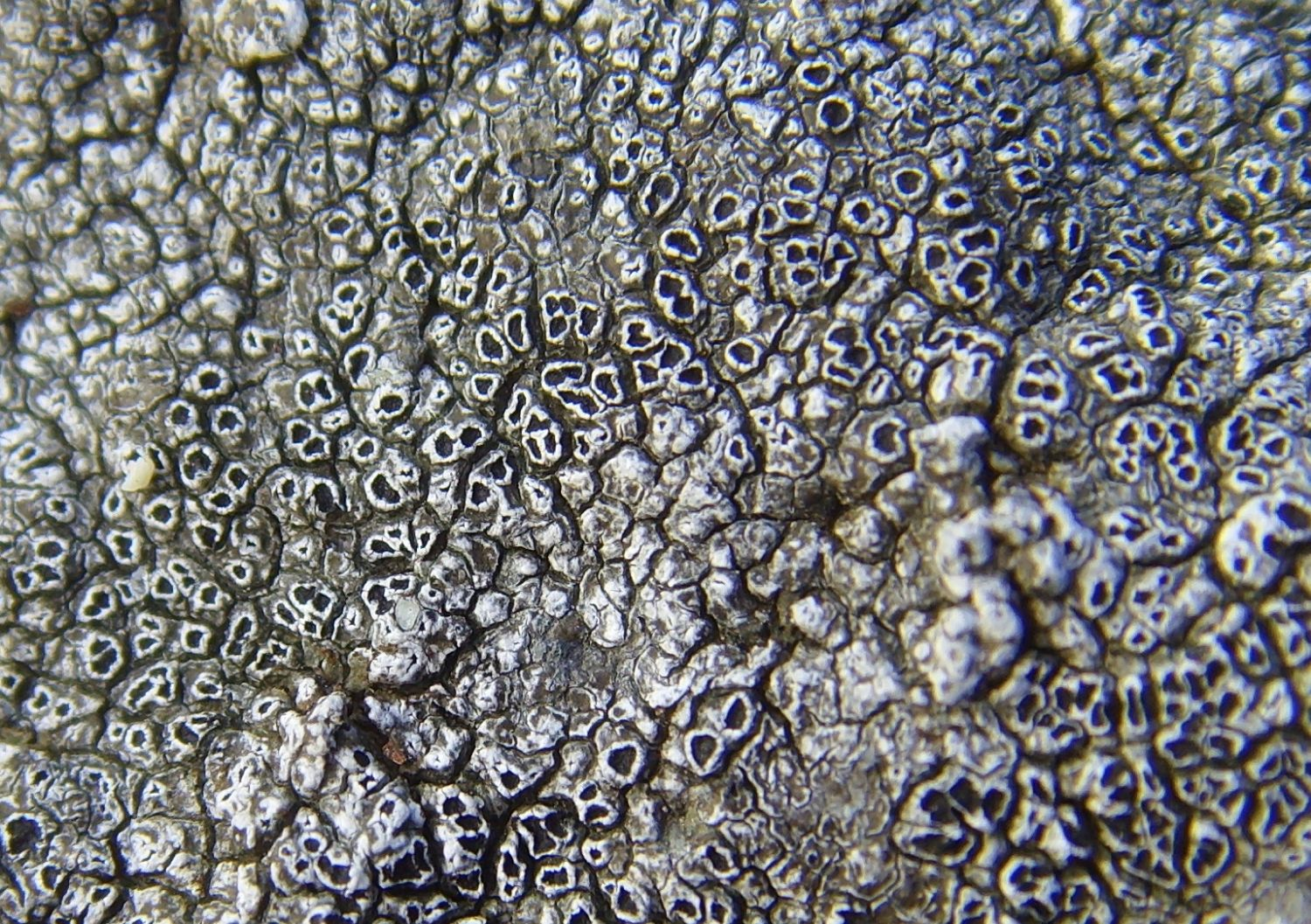
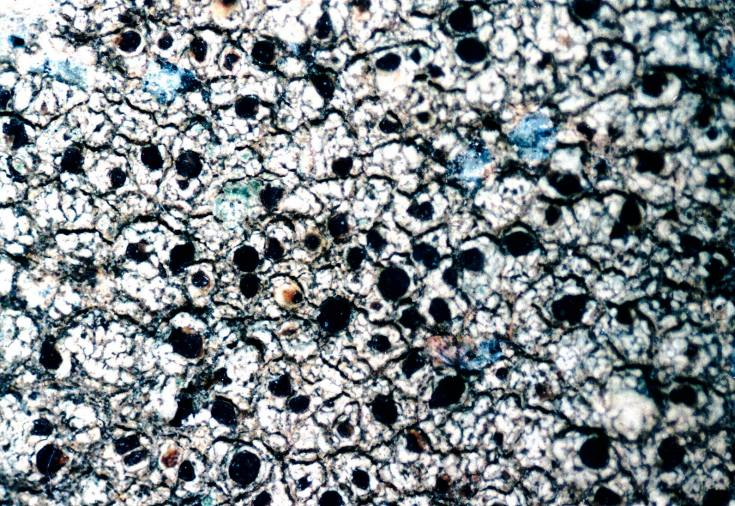
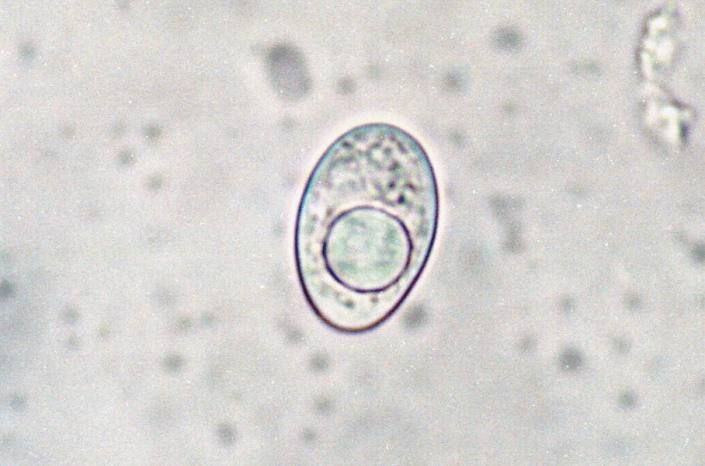
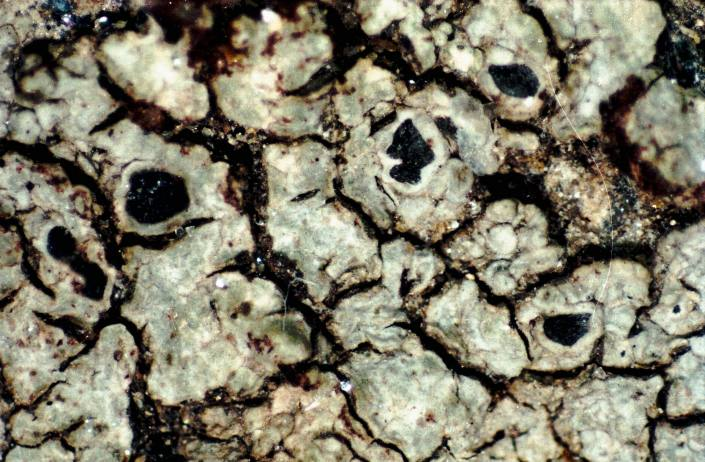
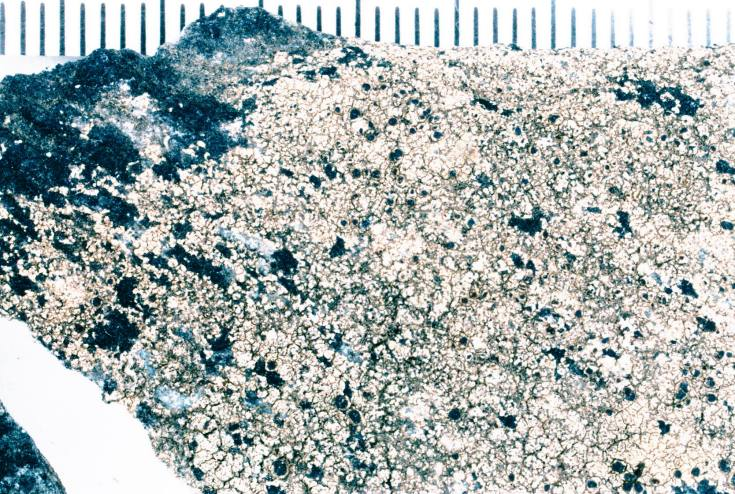
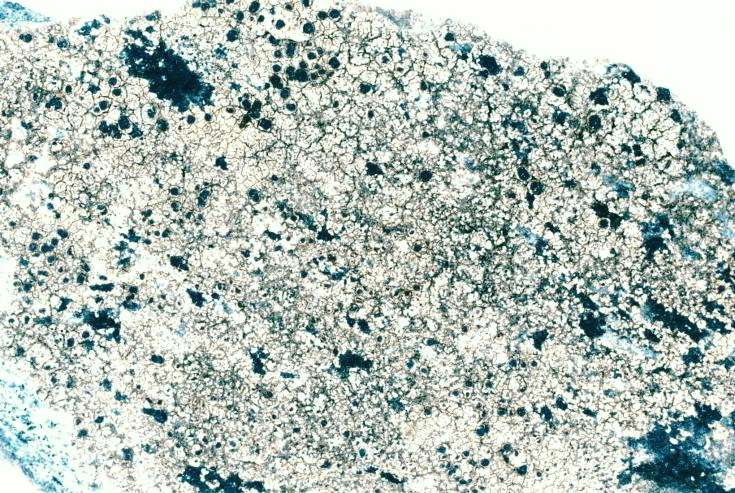
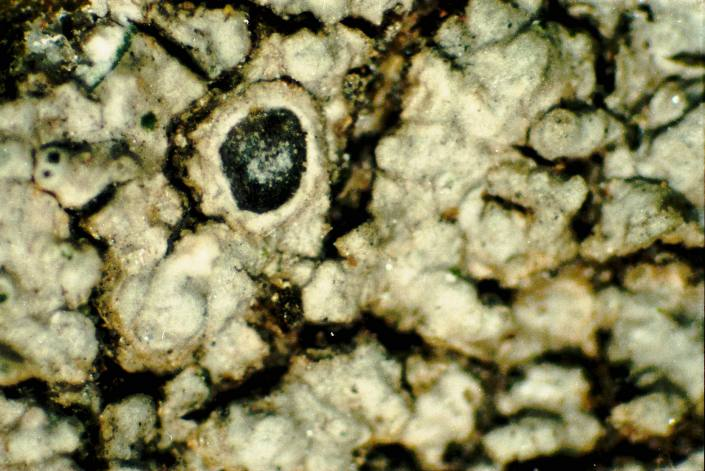
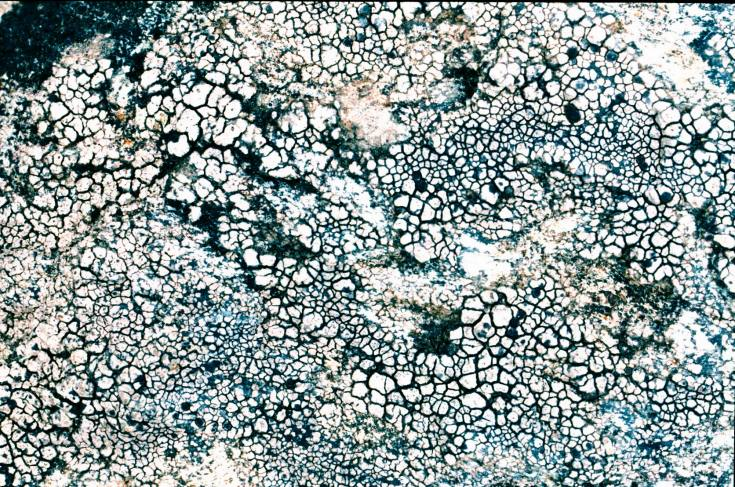
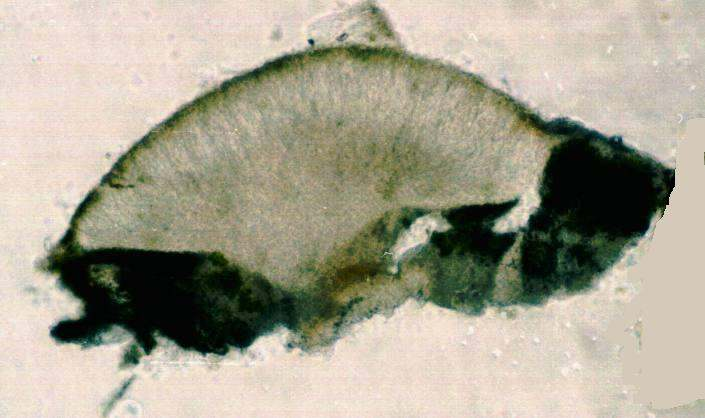
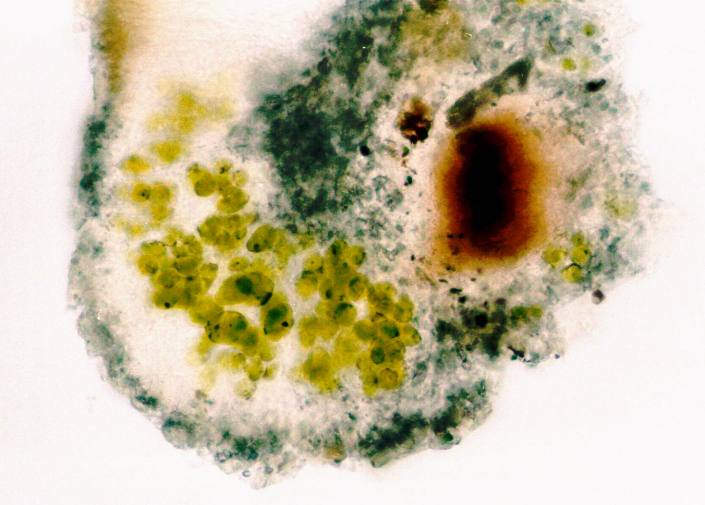
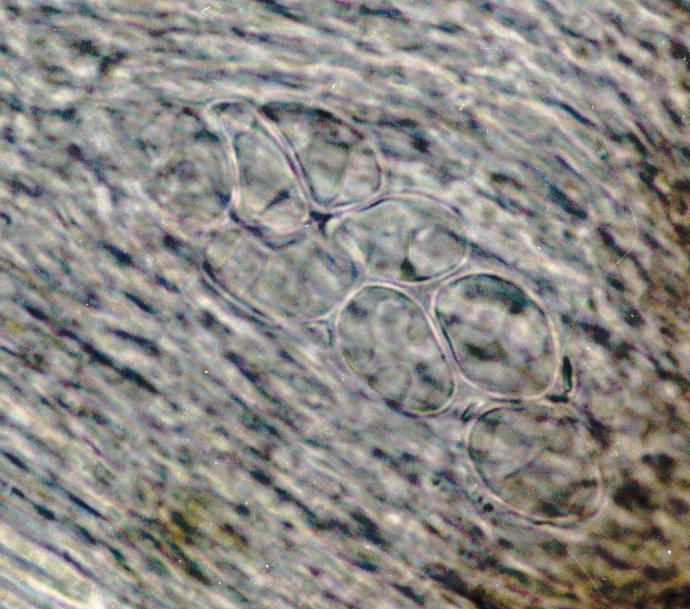
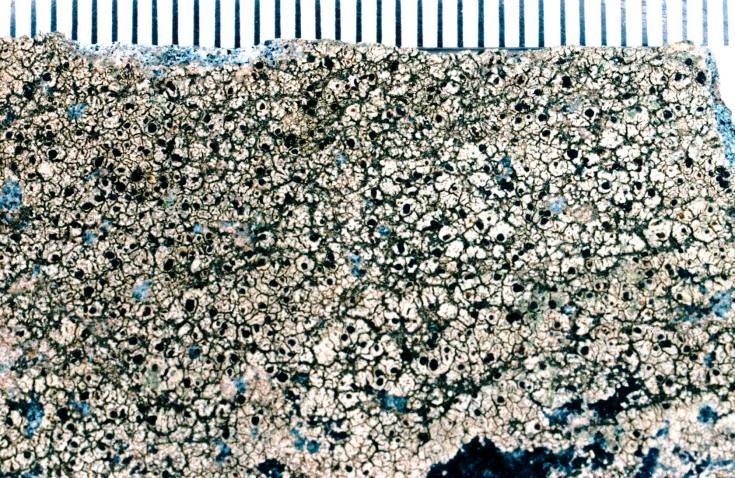